# Prêmio Collatz
O Prêmio Collatz é uma condecoração em matemática aplicada concedido pelo ICIAM (International Congress on Industrial and Applied Mathematics) e pela GAMM (Gesellschaft für Angewandte Mathematik und Mechanik) a cada quatro anos. É concedido desde 1999, em memória de Lothar Collatz.

## Recipientes
- 1999 Stefan Müller
- 2003 Weinan E
- 2007 Felix Otto
- 2011 Emmanuel Candès
- 2015 Annalisa Buffa
- 2019 Siddhartha Mishra[1]